# 4372 Куінсі
4372 Куінсі (4372 Quincy) — астероїд головного поясу, відкритий 3 жовтня 1984 року.
Тіссеранів параметр щодо Юпітера — 3,264.